# Брусексплоатација
Брусплоатација (скраћеница од „Брус Ли“ и „експлоатација“) или брусексплоатација је потжанр експлоатационих филмова који се појавио након смрти звезде борилачких вештина Бруса Лија 1973. године. Током тог периода, филмски ствараоци из Хонгконга, Тајвана и Јужне Кореје ангажовали су глумце налик Брусу Лију  да играју главне улоге у имитацијама филмова борилачких вештина, како би искористили изненадну међународну популарност Бруса Лија. Ликови налик Брусу Лију такође се често појављују у другим медијима, укључујући аниме, стрипове, манге и видео-игре.

## Историја
Када је звезда филмова о борилачким вештинама Брус Ли преминуо 20. јула 1973. године, био је најпознатији глумац борилачких вештина у Хонгконгу, познат по улогама у шест дугометражних хонгконшких филмова о борилачким вештинама из раних 1970-их: „The Big Boss“ (1971) и „Fist of Fury“ (1972) у режији Ло Веија; „На змајевом путу“ (1972) и недовршени филм „Змајева игра смрти“ (1972), који је Ли режирао и написао; као и „У змајевом гнезду“ (1973) и „Game of Death: The Clouse Cut“ (1978), оба у режији Роберта Клауза, у продукцији Golden Harvest-а и Warner Brothers-а.
Када је филм „У змајевом гнезду“ постигао велики успех на благајнама широм света, многи хонгконшки студији су се уплашили да филмови без њихове највеће звезде неће бити финансијски исплативи. Због тога су одлучили да искористе Лијеву изненадну међународну славу тако што су снимали филмове који су изгледали као да у њима главну улогу игра Брус Ли. Ангажовали су глумце који су личили на Лија и мењали им уметничка имена у варијације његовог имена, попут Брус Ли (Bruce Li) и Брус Ле (Bruce Le).